# Subrata Mitra
Pour les articles homonymes, voir Mitra.
Subrata Mitra (Bengali : সুব্রত মিত্র), né le 12 octobre 1930 à Calcutta (Inde), où il est décédé le 7 décembre 2001, est un directeur de la photographie indien.

## Biographie
Après une première expérience comme assistant de production, sur Le Fleuve (1951) de Jean Renoir — film américain tourné en Inde —, Subrata Mitra débute comme chef opérateur sur La Complainte du sentier de Satyajit Ray (avec Sharmila Tagore), sorti en 1955, premier volet de la trilogie d'Apu. Il retrouve le réalisateur indien à l'occasion de neuf autres films, dont L'Invaincu (1956) et Le Monde d'Apu (1959, avec Soumitra Chatterjee et Sharmila Tagore), deuxième et troisième volets de la trilogie pré-citée, ou encore Le Salon de musique (1958).
Connu surtout pour cette collaboration avec Satyajit Ray, il assiste également (entre autres) le réalisateur américain James Ivory, sur quatre films eux aussi tournés en Inde, notamment Shakespeare Wallah (1965, avec Shashi Kapoor). Sa carrière s'achève avec New Delhi Times (en) de Romesh Sharma (avec Shashi Kapoor, Sharmila Tagore et Om Puri), sorti en 1986. En tout, Subrata Mitra est directeur de la photographie sur vingt-et-un films, majoritairement indiens.

## Filmographie complète
Films indiens, comme directeur de la photographie, sauf mention contraire ou complémentaire
(titres originaux en bengali, sauf mention contraire)

### Réalisations de Satyajit Ray
- 1955 : La Complainte du sentier (Pather Panchali, পথের পাঁচালী)
- 1956 : L'Invaincu (Aparajito, অপরাজিত)
- 1958 : La Pierre philosophale (Parash Pathar, পরশ পাথর)
- 1958 : Le Salon de musique (Jalsaghar, জলসাঘর)
- 1959 : Le Monde d'Apu (Apur Sansar, অপুর সংসার)
- 1960 : La Déesse (Devi, দেবী)
- 1962 : Kanchenjungha (কাঞ্চনজঙ্ঘা)
- 1963 : La Grande Ville (Mahanagar, মহানগর)
- 1964 : Charulata (চারুলতা)
- 1966 : Le Héros (Nayak, নায়ক)

### Autre réalisateurs
- 1951 : Le Fleuve (The River) de Jean Renoir (film américain ; assistant de production ; + joueur de sitar dans la séquence d'ouverture)
- 1963 : The Householder de James Ivory
- 1964 : The Delhi Way de James Ivory (court métrage ; assistant de production)
- 1965 : Shakespeare Wallah de James Ivory (film américain)
- 1966 : Teesri Kasam de Basu Bhattacharya (Hindi : तीसरी क़सम)
- 1969 : Le Gourou   (The Guru) de James Ivory (film indo-américain)
- 1969 : L'Arche (Dong fu ren) de Shu Shuen Tong (film hongkongais ; prises de vues extérieures)
- 1970 : Bombay Talkie de James Ivory (film américain)
- 1974 : Mahatma and the Mad Boy d'Ismail Merchant (court métrage)
- 1975 : Yoga - en vej til lykken d'Hagen Hasselbalch (documentaire danois)
- 1982 : An August Requiem (titre original) de Victor Banerjee
- 1984 : Jawaharlal Nehru (Hindi : जवाहरलाल नेहरू) de Shyam Benegal (documentaire)
- 1986 : New Delhi Times de Romesh Sharma (Hindi : न्यू देहली टाइम्स)

## Distinctions
- National Film Awards 1986 : Silver Lotus Award de la meilleure photographie, pour New Delhi Times.